# Napaaktoktok River
Der Napaaktoktok River ist ein etwa 95 km langer Zufluss des Coronation-Golfs im Territorium Nunavut im Norden Kanadas.

## Flusslauf
Der Napaaktoktok River bildet den Abfluss eines 118 m hoch gelegenen 9 km² großen namenlosen Sees, 52 km südlich von Kugluktuk. Der See ist Teil eines Seensystems. Einschließlich Quellflüssen beträgt die Gesamtlänge des Flusses 134 km. Der Napaaktoktok River fließt anfangs in überwiegend nordwestlicher Richtung durch eine Tundralandschaft nördlich des Polarkreises. Bei Flusskilometer 45 biegt der Napaaktoktok River nach Nordosten ab. Er mündet schließlich 15 km östlich von Kugluktuk in den Coronation-Golf.

## Einzugsgebiet
Der Napaaktoktok River entwässert ein etwa 1200 km² großes Areal. Das Einzugsgebiet grenzt im Osten und im Südosten an das des Asiak River sowie im Südwesten und im Westen an das des Coppermine River.